# Théâtre de Liège
Het Théâtre de Liège, voorheen ook wel Théâtre de la Place genoemd, is een schouwburg in de Belgische stad Luik. Het Théâtre de Liège ligt aan de Place du XX août in het centrum van de stad. Het huidige gebouw dateert uit 1939 en is momenteel het belangrijkste podium voor toneel en dans in Luik.

## Geschiedenis
Het Théâtre de Liège komt voort uit het in 1918 opgerichte Théâtre royal du Gymnase aan de Place Saint-Lambert. Toen dit theater in de jaren 70 plaats moest maken voor de herinrichting van het plein, verhuisde het instituut in 1973 naar een tijdelijk gebouw aan de Place de l'Yser in de wijk Outremeuse. Op de nieuwe locatie stond het theater aanvankelijk bekend als het Théâtre du Nouveau Gymnase, vanaf 1983 als het Théâtre de la Place.
Hoewel de verhuizing naar de Place de l'Yser als tijdelijk bedoeld was, bleef het theater hier 40 jaar gehuisvest. In de zomer van 2013 werd de nieuwe locatie aan de Place du XX août, vlak bij het voormalige hoofdgebouw van de Universiteit van Luik, betrokken. Het gebouw heeft een lange geschiedenis als zetel van de  Société Libre d'Émulation, kortweg L'Émulation. Het oorspronkelijke gebouw dateerde uit 1779 en was door de verlichte prins-bisschop Franciscus Karel de Velbrück bestemd als sociëteit voor verlichte burgers, die het niveau van kunst en wetenschap poogden omhoog te tillen. In 1914 werd het gebouw door de Duitsers verwoest. In 1939 verrees op dezelfde plek een gebouw in neoclassicistische stijl, ontworpen door Julien Koenig. Van 1985 tot 2003 was hier het Koninklijk Conservatorium Luik gevestigd. In 2005 werd besloten hier het Théâtre de la Place te huisvesten. Van 2011 tot 2013 werd het gebouw voor 23,5 miljoen euro verbouwd naar plannen van architect Pierre Hebbelinck, die L'Émulation van binnen stripte en er een L-vormige nieuwbouw aan de Rue des Carmes aan toevoegde. Het nieuwe theater draagt sinds 2013 de huidige naam.

## Huidige theater
Onder de directie van Serge Rangoni (sinds 2004) heeft het theater zich ontwikkeld tot een belangrijk centrum voor internationale podiumkunsten. Sinds 2006 is het theater een centre européen de création théâtrale et chorégraphique  en participeert in Europese theaternetwerken als Prospero, RegioTheater, RegioDance en Corps de Textes Europe. Het theater werkt onder andere samen met het conservatorium van Luik, het Centre culturel des Chiroux, de Opéra Royal de Wallonie, het Orchestre Philharmonique de Liège, het dansgezelschap Charleroi/Danses en internationale partners als het Theater aan het Vrijthof in Maastricht, het Théâtre National de Bretagne in Rennes en het Emilia Romagna Teatro in Modena.

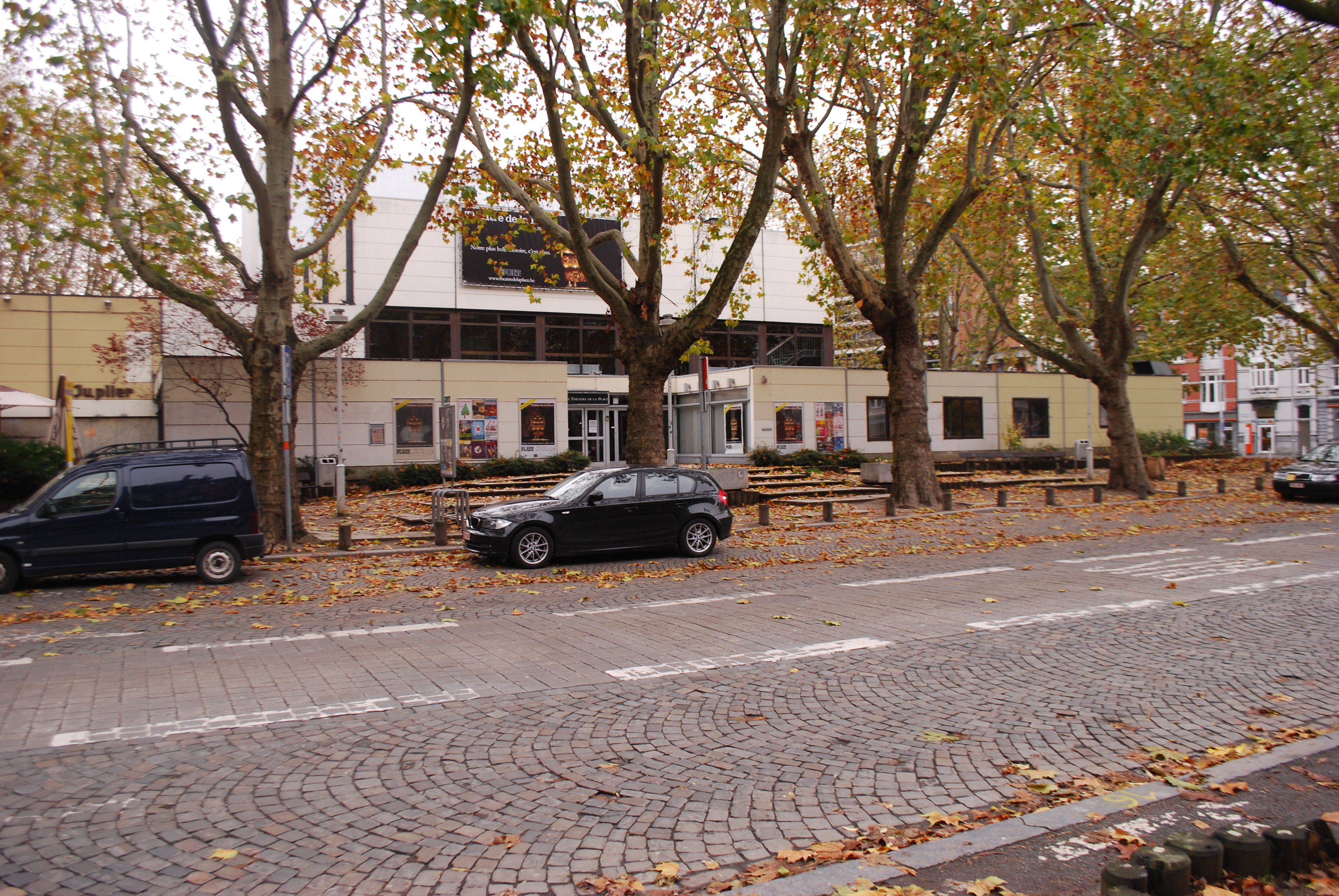
Théâtre de la Place, 2010
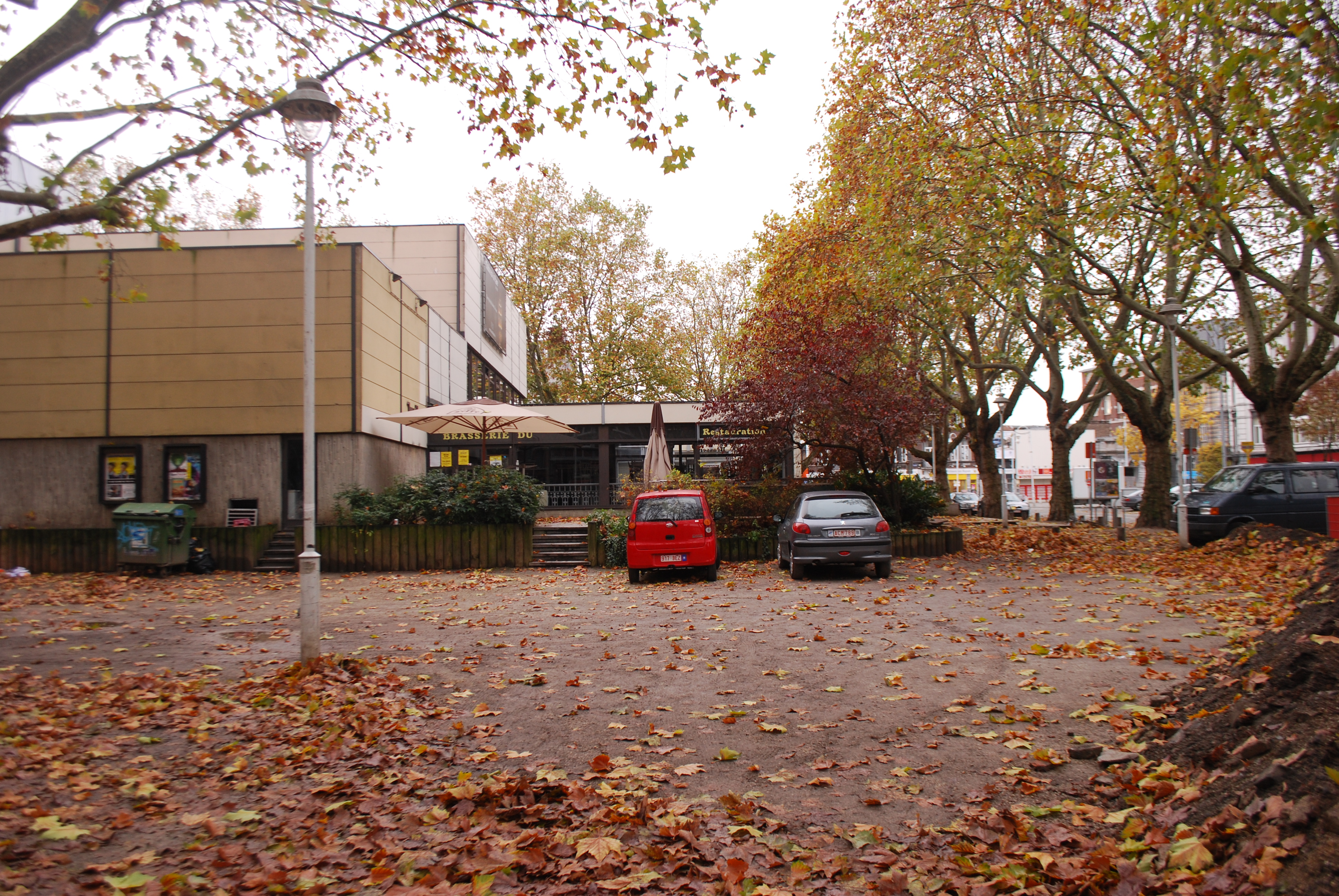
Oude locatie, 2010
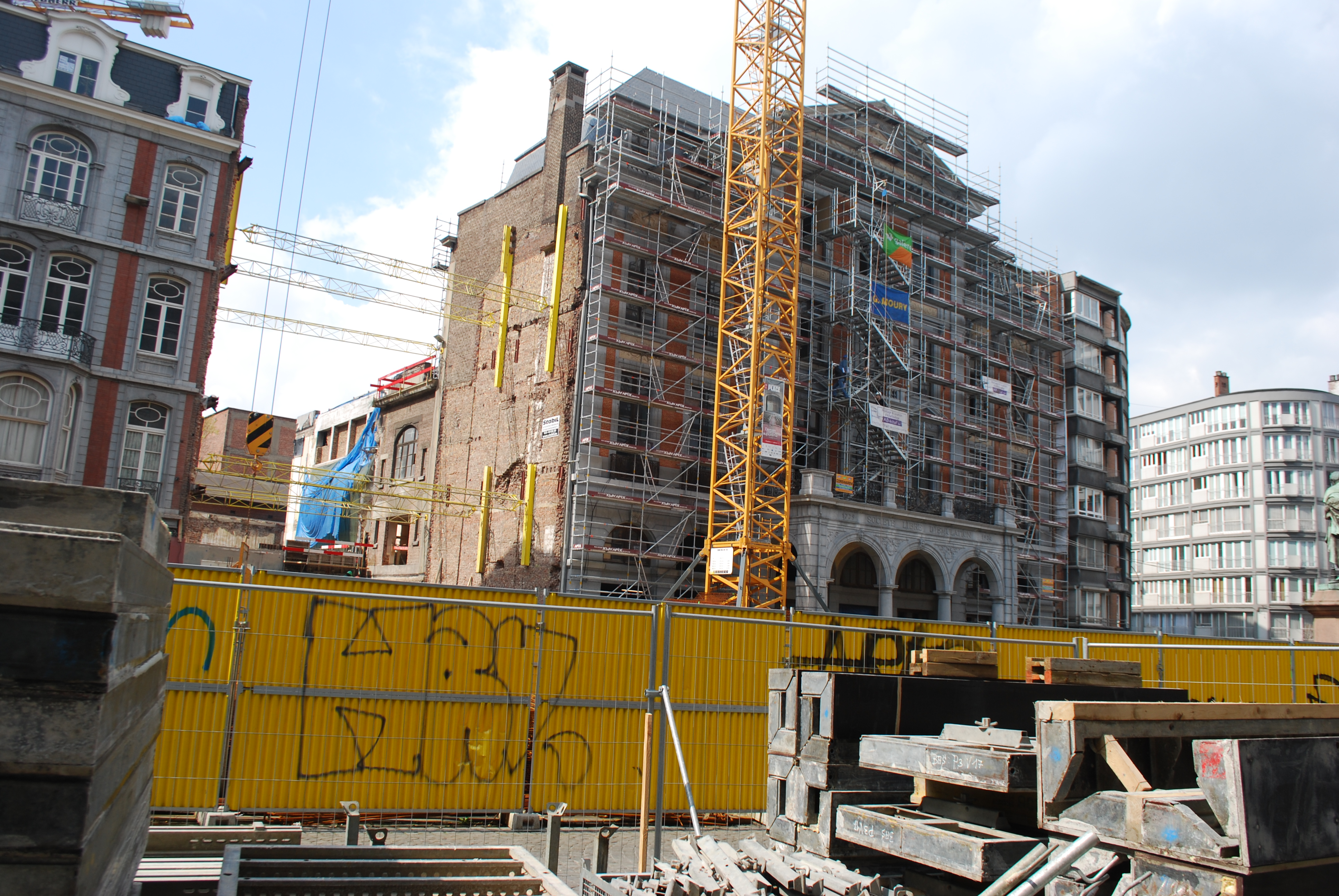
Restauratie L'Émulation, 2012
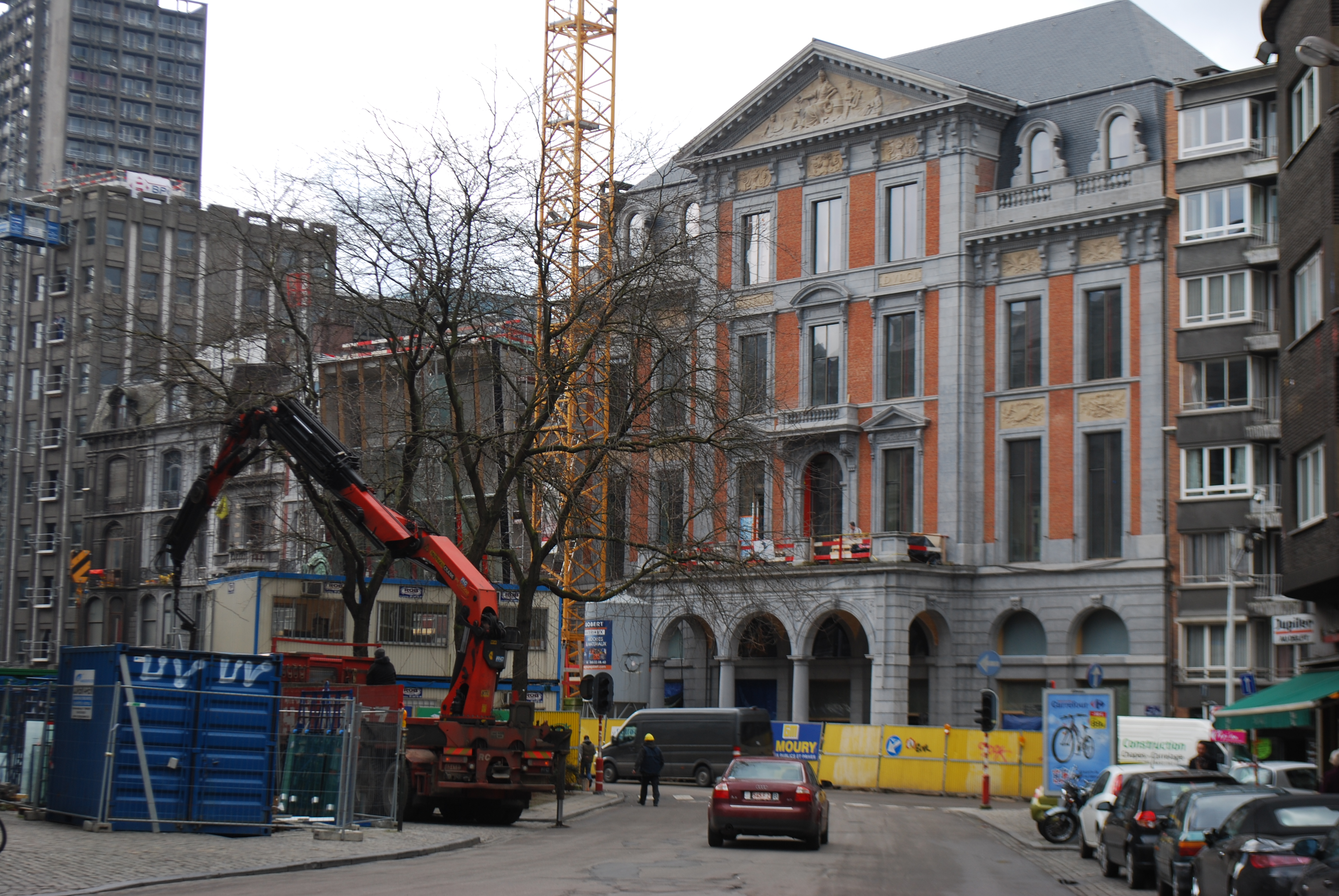
Bouw nieuwe vleugel, 2013